# 杉原四郎
杉原 四郎（すぎはら しろう、1920年（大正9年）3月30日 - 2009年（平成21年）7月24日）は、日本の経済学者・思想史家。専攻は経済学史・社会思想史・経済思想史。甲南大学・関西大学名誉教授。

## 経歴
出生から修学期
京都市で生まれる。1929年第三高等学校を卒業し、京都帝国大学経済学部に進学。柴田敬ゼミナールで学んだ。1941年に学士試験に合格し、翌年卒業。
経済学研究者として
1942年から京都帝国大学経済学部助手を務めた。1950年に退官し、関西大学経済学部教授に転じた。在任中は同学部長も務めた。1956年、学位論文『ミルとマルクス：現代経済思想の二大源流に関する比較研究』を関西大学に提出して経済学博士号を取得。1970年に関西大学を退職し、名誉教授となった。その後は甲南大学経済学部教授として教鞭を執った。1981年、甲南大学大学学長に就任。1984年に退任するまで3年間学長を務めた。
学界では、1976年から1978年まで、経済学史学会代表幹事。2009年、呼吸不全のため西宮市の病院で死去。享年89。

## 研究内容・業績
当初はJ・S・ミルなどイギリス古典派政治経済学やマルクスの学史的・思想史的研究を進めていたが、その後並行して河上肇など日本の経済学史・経済思想史の研究を開拓、「日本経済思想史研究会」の発足にも関与した。なお杉原の恩師・柴田敬は河上の弟子であり、杉原は河上の孫弟子に当たる。経済学史・経済思想史の研究に関しては、従来の著作を中心とする手法に対し、著作が掲載された経済（学）雑誌などメディア研究の手法を新たに切り開いたことで知られている。また趣味の切手蒐集に関する著作もある。藤原書店から『杉原四郎著作集』（全4巻）が2003年以降刊行中である。

## 家族・親族
- 息子：杉原薫は経済史（アジア域内貿易史）
- 息子：杉原達は歴史研究（ドイツ経済史・日本アジア関係史）

## 著作
単著
- 『ミルとマルクス』 ミネルヴァ書房 1957
  - 増訂版 1967年
- 『マルクス経済学の形成』未来社 1964
  - 改訂版 1974年
- 『マルクス経済学への道』未来社 1967
- 『西欧経済学と近代日本』未来社 1972
- 『マルクス・フリードリヒ・エンゲルス文献抄』未来社 1972
- 『イギリス経済思想史：J.S.ミルを中心として』未来社 1973
  - 新装版 1986年
- 『経済原論』(マルクス経済学全書 1) 同文舘出版 1973
- 『読書紀行』未来社 1975
- 『社会科学の道標』新評論 1977
- 『日本経済思想史論集』未来社 1980
- 『近代日本経済思想文献抄』日本経済評論社 1980
- 『J.S.ミルと現代』岩波新書 1980
- 『素描経済学史』同文舘出版 1980
- 『読書燈籠』未来社 1982
- 『思想史研究と雑誌』一橋大学社会科学古典資料センター 1984
- 『日本のエコノミスト』(エコノブックス 6) 日本評論社 1984
- 『ミル・マルクス・河上肇：経済思想史論集』 ミネルヴァ書房 1985
- 『日本の経済雑誌』日本経済評論社 1987
- 『日本の経済思想家たち』日本経済評論社 1990
- 『西欧経済思想史研究』同文舘出版 1990
- 『思想家の書誌：研究ノート』日外アソシエーツ 1990
- 『読書流紋』未来社 1990
- 『日本の経済学史』関西大学出版部 1992
- 『切手の思想家』未來社 1992
- 『旅人河上肇』 岩波書店 1996
- 『続 日本の経済雑誌 日本経済評論社 1997
- 『ミル・マルクス・エンゲルス 世界書院 1999
- 『日本の経済思想史』関西大学出版部 2001

著作集
- 『杉原四郎著作集』(全4巻) 藤原書店 2003-　[9]

1. 1巻『経済の本質と労働／マルクス研究』2003
2. 2巻『自由と進歩／J・S・ミル研究』2003
3. 3巻『学問と人間／河上肇研究』2006
4. 4巻　未刊